# Liste des évêques de Caserte

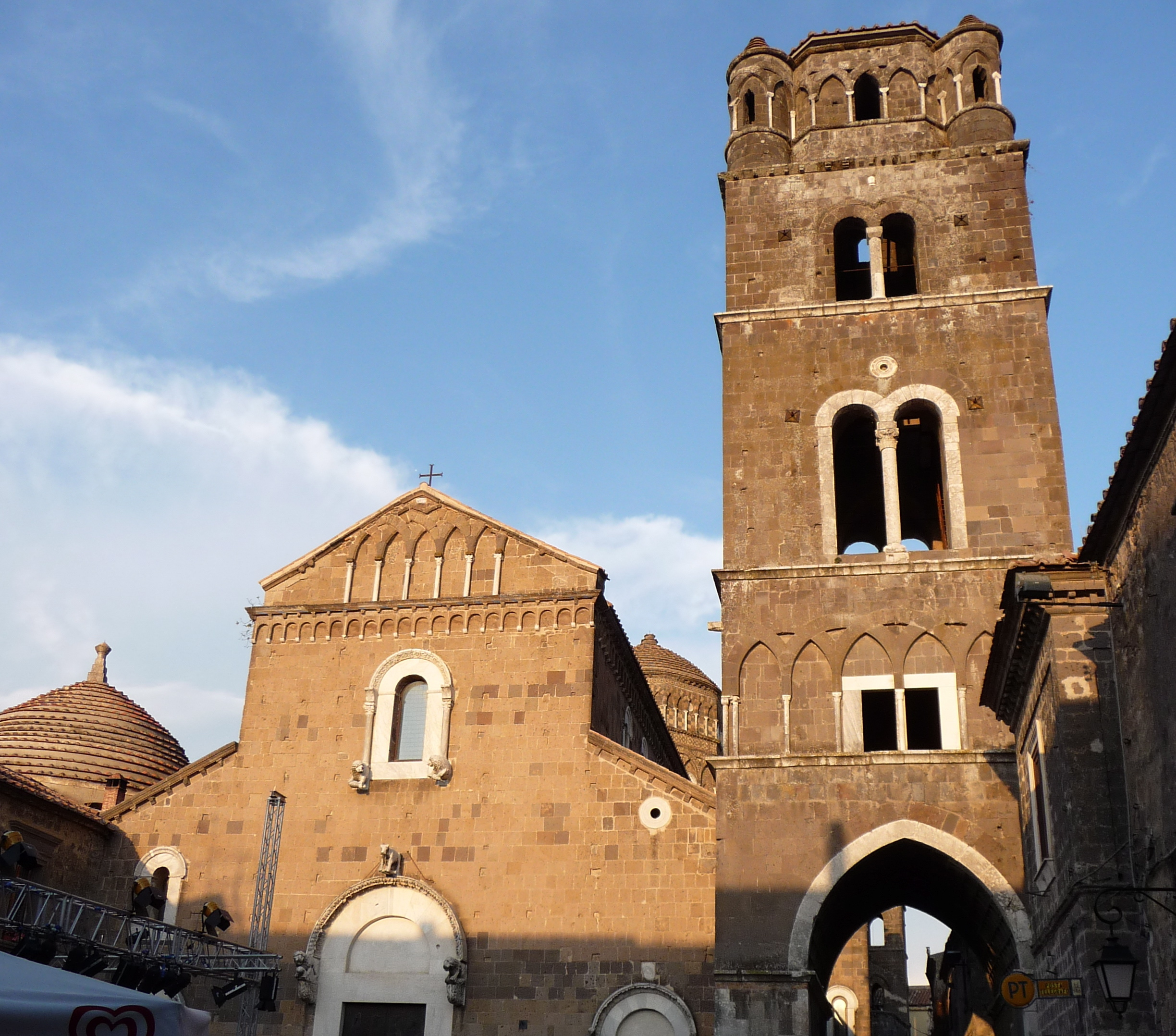
La cathédrale de San Michele Arcangelo à Casertavecchia

La liste des évêques de Caserte recense les noms des évêques qui se sont succédé sur le siège épiscopal de Caserte, en Italie depuis la fondation du diocèse homonyme au XIIe siècle. 

## Évêques
- Rainulf (cité (1113 et 1127)
- Nicolas (cité 1130)
- Jean Ier (cité 1153 et 1164)
- Porphire (1178 – 1183)
- Stabilis (cité 1208)
- Jérôme (1217 – 1219)
- André de Capoue (1221 – 1240)
- Roger de Caserte (1241 - 1264)
- Jean Gaytus (élu 1267)
  - Eunichius (procurateur 1267)
- frater Philippe O.F.M. (1267 à 1274)
- Niccolò dal Fiore (cité 1279)
- Secondo (erwähnt 1285 et 1286)
- Azzo da Parma (1286? - 1310)
- Antonio, O.F.M. (cité 1310)
- Benvenuto (1322 - 1345)
- Gerolamo (1345 - 1345)
- Niccolò di S.Ambrogio (1345 - 1350)
- Giacomo Martono (1350 - 1370)
- Francesco, O.F.M. (1370 - )
- Nicola Solimele (1374 -)
- Giovanni de Achillo (cité 1395)
- Ludovico Landi (cité 1397 et 1413)
- Lugerio (1414 - 1415)
- Jean  III Acresta, O.P. (1415 - 1440)
- Stefano de Raho (cité 1450)
- Jean IV (cité 1456)
- Cicco da Pontecorvo, O.F.M. (1459 - 1476)
- Giovanni de' Lioni Gallucci (1476 - 1493) )
- Giambattista Petruzzi (1493 - 1514)
- Giambattista Boncianni (1514 - 1532)
- Pierre de Lambert (Pietro Lamberti) (1533 - 1541)[1].
- Girolamo Verallo (1541 - 1544)
- Girolamo Dandini (1545 - 1546)
- Marzio Cerboni (1546 - 1549)
- Bernardino Maffei (1549 - 1549) 
  - Federico Cesi (1549 - 1552) (administrateur apostolique)
- Antonio Bernardi (1552 - 1554)
- Agapito Bellomo (1554 - 1594)
- Benedetto Mandina, C.R. (1594 - 1604)
- Diodato Gentile, O.P. (1604 - 1610)
- Antonio Diaz (1616 - 1626)
- Giuseppe Cornea, O.P. (1626 - 1637)
- Fabrizio Soardi (1637 - 1638)
- Antonio Ricciulli (1639 - 1641)
- Brunoro Sciamanna (1642 - 1646)
- Bartolomeo Cresconi (1647 - 1660)
- Giambattista Ventriglia (1660 - 1662)
- Giuseppe de Auxilio (1663 - 1668)
- Bonaventura Cavalli, O.F.M. (1669 - 1689)
- Ippolito Berarducci, O.S.B. (1690 - 1695)
- Giuseppe Schinosi (1696 - 1734)
- Ettore del Quarto (1734 - 1747)
- Antonio Falangola (1747 - 1761)
- Gennaro Maria Albertini, C.R. (1761 - 1766)
- Niccolò Filomarino, O.S.B.Coel. (1767 - 1781)
- Domenico Pignatelli di Belmonte, C.R. (1782 - 1802)
- Vincenzo Rogadei (1805 - 1816)
- Francesco Saverio Gualtieri (1818 - 1832)
- Domenico Narni Mancinelli (1832 - 1848)
- Vincenzo Razzolino (1849 - 1855)
- Enrico de' Rossi (1856 - 1893)
- Gennaro Cosenza (1893 - 1913)
- Mario Palladino (1913 - 1921)
- Natale Gabriele Moriondo, O.P. (1922 - 1945), puis archevêque titulaire de Sergiopolis (de)
- Bartolomeo Mangino (1946 - 1965)
- Vito Roberti (1965 - 1987)
- Francesco Cuccarese (1987-1990)
- Raffaele Nogaro (1990-2009)
- Pietro Farina (2009-2013)
- Giovanni D’Alise (2014-2020)
- Pietro Lagnese (it) (depuis 2020)